# 돌아오라 내 딸 금단아
"돌아오라 내 딸 금단아"는 한국에서 제작된 김기풍 감독의 1965년 드라마 영화이다. 김승호 등이 주연으로 출연하였고 주동진 등이 제작에 참여하였다.

## 출연

### 주연
- 김승호
- 태현실
- 안인숙

## 기타
- 원작자: 장사공
- 조명: 윤창화
- 미술: 홍성칠